# 美國海軍陸戰隊特種作戰司令部
美國海軍陸戰隊特種作戰司令部（英語：United States Marine Forces Special Operations Command，簡稱：MARSOC）是美國海軍陸戰隊在美國特種作戰司令部內的組成部份。其核心任務包括：直接行動、特種偵察和海外軍事援助，不過近年也開始專注於從事反恐作戰和資訊戰。

## 歷史

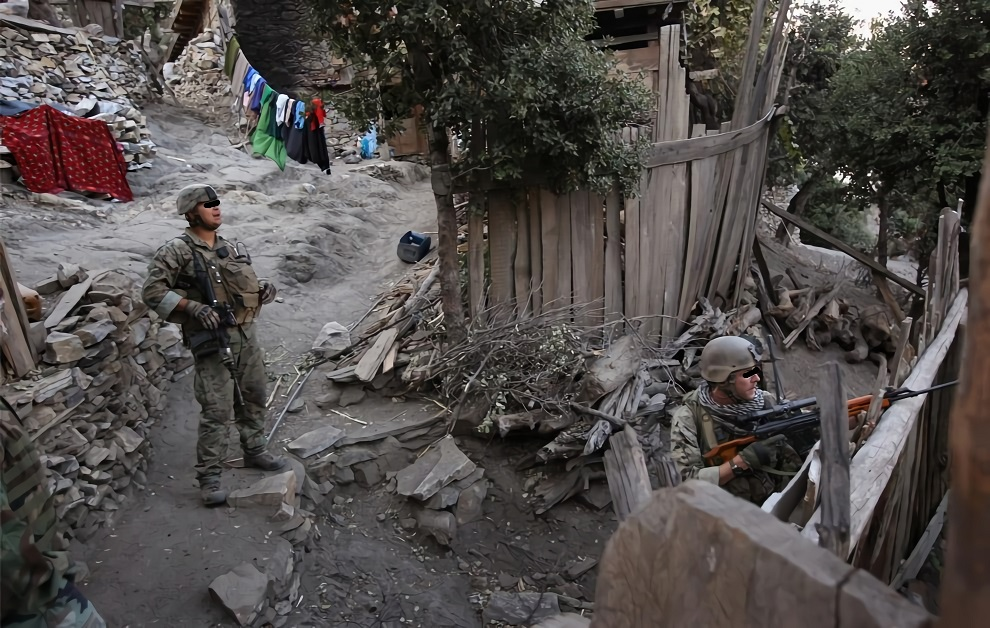
在阿富汗東部執行任務的海軍陸戰隊突襲兵團幹員

2005年8月28日，時任美國國防部長唐納·倫斯斐與美國特種作戰司令部指揮官布萊恩·D·布朗將軍及美國海軍陸戰隊司令邁克爾·哈吉將軍進行了會面。不久，倫斯斐在同年12月23日宣佈將要成立海軍陸戰隊的特種作戰司令部。MARSOC於2006年2月24日正式運作，並在北卡羅來納州的勒琼营完成了歡迎儀式。
在美國特種作戰司令部（USSOCOM）於1986年成立後，美國海陸空三軍都加入了該部門。但就美國海軍陸戰隊該否加入SOCOM一向是個爭論不休的議題。當時的海軍陸戰隊高層認為旗下的武裝偵察連（Force Recon）應該保留在海軍陸戰隊空陸特遣隊（MAGTF）的指揮架構之內，同時又認為成立一個精銳特種作戰單位會對一向被視為精兵的海軍陸戰隊有不利的影響，甚至會打擊整個部隊的士氣。在911襲擊後，美國發起了反恐戰爭，美國海軍陸戰隊開始重新評估戰略，同時時任國防部長唐納·倫斯斐和美國海軍陸戰隊司令詹姆斯·L·瓊斯在五角大樓落實了新的政策，促使了海軍陸戰隊與特種作戰司令部的合作。MARSOC的成立被認為是讓海軍陸戰隊融入SOCOM的最關鍵步伐，同時一支名為“海軍陸戰隊特種作戰司令部第1分隊”（MCSOCOM Detechment One）的臨時分隊亦得以組建，以作為對海軍陸戰隊整合到SOCOM的前導實驗。該部隊主要由第1和第2武裝偵察連的隊員及其他被選中的支援人員所組成，他們被調派到海軍特種作戰司令部第1群所屬的海豹部隊服役。第1分隊在伊拉克與其他美軍特種作戰部隊一同執行了無數次特種作戰，後來SOCOM在分析該部隊的作戰表現後十分滿意，認為這個計劃十分成功，這些海軍陸戰隊員都有著很優秀的表現。
隨著MARSOC正式成立，第1分隊於2006年解散。2006年6月，MARSOC組織了它的第1個特種作戰連。

## 部隊架構
- 海軍陸戰隊突襲兵團
  - 第1海軍陸戰隊突襲兵營
  - 第2海軍陸戰隊突襲兵營
  - 第3海軍陸戰隊突襲兵營
- 海軍陸戰隊突襲兵支援群（英语：Marine Raider Support Group）
  - 第1海軍陸戰隊突襲兵支援營
  - 第2海軍陸戰隊突襲兵支援營
  - 第3海軍陸戰隊突襲兵支援營
- 特種作戰訓練群（英语：Special Operations Training Group）

## 流行文化

### 電視劇
- 《生死狙擊》：主角伯·李·史瓦格（瑞恩·菲利普飾演）是一名退役的武裝偵察連和MARSOC關鍵技能幹員狙擊手，回憶情節中回述他和隊友在阿富汗作戰的經過。

### 電子遊戲
- 《決勝時刻：現代戰爭》：在戰役模式關卡“戰爭迷霧”中，一個海軍陸戰隊突襲兵小隊與中情局特別活動部幹員，亞歷克發起聯合行動，以回收在卡斯托維亞境內的化學武器。在多人模式中登場的特戰兵，雷恩斯和勒希都是或曾經是海軍陸戰隊突襲兵。